# 季節学
季節学(きせつがく 英:Phenology)は季節の循環とその変動と、それによって植物や動物の生きるために作る周期が季節と経年の気候の変化でどのように影響されるかを研究する学問。

## 概要
気候と環境は毎年循環する自然現象が最初に起こる期日と深く関係している。たとえば発芽、開花、蝶の飛翔、渡り鳥の飛来、鳥や両生類などの産卵、蜜蜂の巣作りのタイミング、紅葉、落葉などが季節学に関する出来事である。生態学の科学的文献によると、季節学は季節の光景が見られる期間を日付で区切り、もっと一般的に表すものである。桜前線などはこれに当たる。
多くの現象は小さな気候の変化、特に温度変化にとても鋭敏である。このため、季節学の記録は歴史的な風土学での気温に代用することができ、特に気候変化や温暖化の研究に使用されている。例えばヨーロッパでのブドウ栽培における収穫の記録は夏の生育期の気温を復元することに使用されており、500年前までさかのぼることができる。 また、機械による測定より長期間の基準線を提供することができ、自然秩序の観察は進行中の温暖化に関連した変化に高度な経時的分析を提供する。

## 過去の記録
古代の農業開始以来、季節学の現象の観測は自然の暦の進歩に足跡が見られる。多くの文化は伝統的な季節学の諺を持っており、作業のときを暗示している。「リンボクの木が白くなったら、地面が乾いていても湿っていても大麦の種まきをせよ」という諺がこの代表である。日本でも八十八夜という言葉がある。また、将来の気候を予測するようなものもある。「ナラの木がトネリコの木よりも先に芽吹けば少雨に、トネリコの木がナラの木よりも先に芽吹けば多雨になる」(If oak's before ash, you're in for a splash. If ash before oak, you're in for a soak)という諺や、日本では「ツバメが低く飛ぶと雨」という諺は気候を予測する言葉である。しかし、これらは全く当てになら無い場合も多く、"If the oak is out before the ash, 'Twill be a summer of wet and splash; If the ash is out before the oak,'Twill be a summer of fire and smoke." という異なる二つの種類の諺が示している。理論的にはこの予測は距離の違う未来の状態であるため、これらは互いに排他的ではない。
ギルバート・ホワイトとウィリアム・マークウィックは400の植物と動物の季節の出来事を記録している。ギルバート・ホワイトはセルボーン、ハンプシャーで、ウィリアム・マーウィックはバトル、サセックスで1768年から1793年の25年以上に渡って記録を行った。これらのデータはホワイトの『Natural History and Antiquities of Selborne』 に記録されており、この著書には25年以上の季節の出来事について最も早い日と最も遅い日が記されている。このため、年一回の変化は決定できない。
日本や中国では桜、桃、梅の開花が古代の祭りに関連しており、これらの起源は8世紀にまでさかのぼることができる。このような歴史的な記録は、温度計などの計器による記録が可能になるまでの開花日の気温の見積もりを提供しうる。たとえばブルゴーニュのピノ・ノワールの収穫日に関する記録は1370年から2003年の春から夏の気温を再現する試みに使用された。1787年から2000年の間で再現された値にはパリの計測データとおおよそ0.75倍以内の相関関係がある。

## 現代の記録

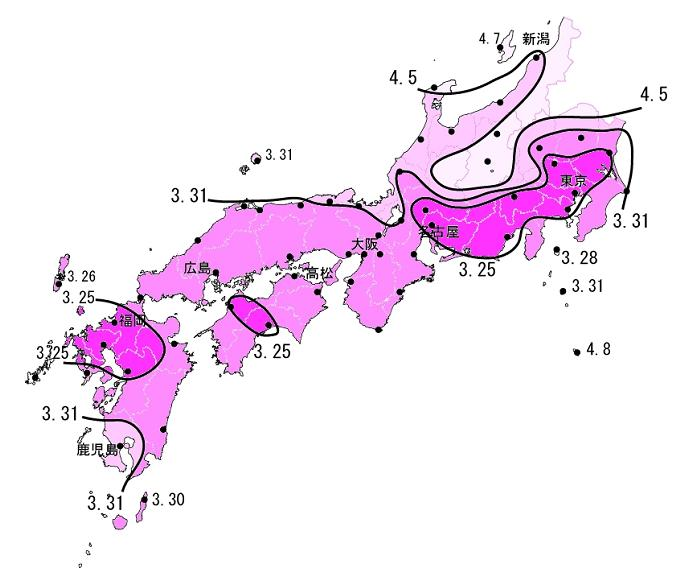
気象庁の発表した平成19年3月14日の桜前線の位置。このように開花や満開期、新芽の発生や紅葉、落葉などを計測することは気候や季節の変化を植物を通して知ることであり、季節学の一つであるといえる。

ロバート・マーシャムは現代記録季節学の創設者である。マーシャムは裕福な地主であり、Stratton StrawlessとNorfolkの所有地で1736年から"春の兆し"の体系的な記録をとった。これは季節の最初に起きる事象の期日を記したものであり、芽の開き、花の開花、虫の発生と初飛行などが記録されていた。幾つかの出来事や季節的な事象(phenophases)の矛盾の無い記録は空前の時間を挟んで子孫に維持され、これが終わったのは1958年にマーシャムの子孫のマリー・マーシャムが亡くなった時だった。このため傾向を観察することができ、また長期の気候が記録されることに関係できた。この記録は重大な変化の期日を表しており、これは明白に温かかった年や寒かった年の変化に符合している。1850年から1950年までの緩やかな気候の長期間傾向は注目すべきであり、この期間の間、マーシャムの記録によると樫の木の発芽は速くなる傾向があった。
1960年以降は気温上昇の率が加速しており、また、これは忠実に樫の葉の発芽が速い年が増えたことが、サリーでのJean Combesのデータ収集に記録されている。現在までの250年間で、樫の葉の発芽日は8日進み、同時期のほぼ1.5℃の総合的な温暖化に一致している。
19世紀の終わりには植物と動物の愛玩が国民的娯楽となり、発育や誕生が記録され、1891年から1948年にかけて季節学的記録プログラムが王立気象協会(RMS)によってイギリス諸島の一円で構成された。600を超える観察者が報告を提出し、平均でもその数は100を超えていた。この期間の間11の主な植物の季事象が1891年から1948年の58年間にわたり首尾一貫して記録された。また、さらに追加として14の主な季事象が1928年から1948年の20年間にわたって記録された。これらの報告はそれぞれの年でRMSに季事象の報告書として季報に要約された。この58年間のデータは1960年、Jeffreeにまとめられた。これによると開花日は最大で21日早く、最大で34日遅いことが分かった。早い開花の最大値が出たのは夏に花が咲く種で、遅い開花の最大値が出たのは春に花が咲く種であった。25種すべての種で季事象は温度にかなり関係しており、これは気候が暖かい時に季事象が速くなることを暗示するものであった。
季事象の報告は1948年に58年の活動を突然終わり、英国はその後50年間ほとんど国家記録の計画がなかった。ちょうどその間、気候は明白に変化した。この期間、重要な貢献は個々の観測者によって行われた。博物学者と著者リチャード・フィッターはオックスフォードシャーで1954年から1990年にかけて英国の557種の花の咲く植物で『年初開花日記録』（First Flowering Date）を制作した。サイエンス誌に2002年に書かれ、リチャード・フィッターと彼の息子アリステア・フィッターは「以前の40年間に比べ、最近の10年間では385種のイギリスの植物種で年初開花日の平均記録が4.5日速くなった」 ことを発見した。年初開花日は温度に非常に敏感であることは一般に知られているが、「現在のイギリスの150から200種の年初の開花日はでは直近の過去と比べても多分開花日が15日速い」とされており、これらの速い年初開花日は「重大な生態系変化と進化の結果」ではないかと彼らは言及している。
最近の十年、イギリスの自然記録を英国季節学ネットワーク  によって再度とり行うようになった。このネットワークはウッドランドトラスト、水環境センター、BBCスプリングウォッチサーベイ  などに運営されている。アメリカにはプロの科学者と素人の記録者の参加するアメリカ国家季節学ネットワーク  があり、ヨーロッパ気候学ネットワークではこれを観察し、研究と教育を付託している 。また、他の国家でも同じように季節学の計画があり、カナダ(Alberta Plantwatch 、Saskatchewan PlantWatch )、中国、オーストラリア  などで行われている。
東部北アメリカでは、暦は天体の位置などから考えられて、伝統的に農業行動の時期の知らせに使われてきた。William Felkerは季節学を1973年からオハイオで学び、現在『貧しいウィルの暦』という本を出版している。これは農業者のための季節学的暦である。なお、18世紀後半に同名の暦がある

## 航空検知装置
近年宇宙から地球を観測する技術水準が向上したことによって、全体的生態系と国際的規模で代用アプローチに使われるな植生によって、季節学観測に関係する新しい分野研究が開発されている。これらの方法は最初の種の個体と季事象の発生を記録する伝統的季節学の秩序を補足する。
これらの新しい分野の成功の多くは正規化植生指標(Normalized Difference Vegetation Index ,NDVI)のような植生指標の時間変化の跡を辿ることに基づいている。NDVIは植物に典型的な低調な赤色光線(赤色光線のエネルギーの多くは光合成によって吸収される)の反射と近赤外線(赤外線の多くは植物の細胞構造上反射される)の強い反射を使用して作り上げる。この粗実さと簡単さから、NDVIは遠隔検知に基づく結果で最も一般的である。典型的に植生指標は弱まって反射された太陽光エネルギー(付随太陽光の1％~30％)を以下の公式に従った赤色光線(red)と近赤外線(NIR)の率化で増幅させた方法で作成される。
{\displaystyle \mathrm {NDVI} ={\mathrm {NIR} -\mathrm {red}  \over \mathrm {NIR} +\mathrm {red} }}
植生指標が時と共に発展し、グラフに描写されると、典型的な緑色の植生の成長段階(出現、成長、成熟、結実、衰退)との強い相互関係が示される。時間と検知された値の作る曲線は植物の生育期(季節の始まり、季節の終わり、生育期の長さなど)の重要な値を抜粋するために分析される。その他の成長期のパラメーターも潜在的に抜粋されることがある。これら多くの成長期のパラメーターを利用して国際的な気候の地図を構成し、気候の変化の研究で使用されている。
遠隔検知に基づく季節学を使った注目に値する例として、ボストン大学のRanga Myneni  の研究があげられる。この研究は気温の上昇と北方の森での生育期の延長の良く似た結果から植物の生産の明白な増加を表している 。別の例ではMODIS拡張植生指標に基づいたアリゾナ大学のAlfredo Hueteとその同僚の報告書では、アマゾン熱帯雨林は単調に長い成長期と湿った雨季の成長期と対照的に、実際には乾季の間の成長の集約期があることが示されていると説明している,。
しかしながら、これらの季節学のパラメーターは本来の生物の生長段階の近似にしかなりえない。主に、現在の宇宙に基づく遠隔操作、特に空間分解能と、自然の植生指標はそうである。この方法においてセンサーの視野に入るものに関する混合した情報は含んでいるが、イメージの一つの描点は樹木や低木などの純粋な個体の目標を含んでいない。

## 註
1. ↑  Meier,  Nicole (2007). “Grape Harvest Records as a Proxy for Swiss April to August Temperature Reconstructions”. Diplomarbeit der Philosophisch-naturwissenschaftlichen Fakultät der Universität Bern (Thesis of Philosophy and science faculty of the University of Bern) (ベルン大学).  オリジナルの2008年12月17日時点におけるアーカイブ。 2007年12月25日閲覧. "Phenological grape harvest observations in Switzerland over the last 500 years have been used as a proxy indicator for reconstructing past temperature variability."
2. ↑  Meier, N.; Rutishauser, T.; Luterbacher, J.; Pfister, C.; Wanner, H. (2007). “Grape Harvest Dates as a proxy for Swiss April to August Temperature Reconstructions back to AD 1480”. Geophysical Research Letters 34:  L20705. doi:10.1029/2007GL031381. "Phenological grape harvest observations in Switzerland over the last 500 years have been used as a proxy indicator for reconstructing past temperature variability."
3. ↑  Menzel, A.; Sparks, T.H.; Estrella, N.; Koch, E.; Aasa, A.; Ahas, R.; Alm-kübler, K.; Bissolli, P.; Braslavská, O.; Briede, A.; Others, (2006). “European phenological response to climate change matches the warming pattern”. Global Change Biology 12 (10):  1969–1976. doi:10.1111/j.1365-2486.2006.01193.x. "One of the preferred indicators is phenology, the science of natural recurring events, as their recorded dates provide a high-temporal resolution of ongoing changes."
4. ↑  Schwartz, M. D.; Ahas, R.; Aasa, A. (2006). “Onset of spring starting earlier across the Northern Hemisphere”. Global Change Biology 12 (2):  343–351. doi:10.1111/j.1365-2486.2005.01097.x. "SI first leaf dates, measuring change in the start of ‘early spring’ (roughly the time of shrub budburst and
lawn first greening), are getting earlier in nearly all parts of the Northern Hemisphere. The average rate of change over the 1955–2002 period is approximately -1.2 days per decade."
5. ↑  White, G (1789) The Natural History and Antiquities of Selborne
6. ↑  Chuine, I., Yiou, P., Viovy, N., Seguin, B., Daux, V., Le Roy Ladurie, E.(2004), Grape ripening as a past climate indicator Nature 432: 289-290
7. ↑  Keenan, D.J. (2007), Grape harvest dates are poor indicators of summer warmth. Theoretical and Applied Climatology 87: 255-256
8. ↑  Sparks, T.H. & Carey, P.D. (1995) The responses of species to climate over two centuries: an analysis of the Marsham phenological record, 1736-1947. Journal of Ecology 83, 321-329
9. ↑  Jeffree, E.P. (1960) Some long-term means from the Phenological reports (1891-1948) of the Royal Meteorological Society. Quarterly Journal of the Royal Meteorological Society 86, 95-103
10. ↑  Sparks T.H., Jeffree E.P., Jeffree C.E. (2000) An examination of the relationship between flowering times and temperature at the national scale using long-term phenological records from the UK. International Journal of Biometeorology 44, 82-87
11. ↑  Fitter, A.H. & Fitter R.S.R. (2002)  Rapid changes in flowering time in British plants. Science 296, 1689-1691
12. ↑  Myneni RB, CD Keeling, CJ Tucker, G Asrar, RR Nemani (1997) Increased plant growth in the northern high latitudes from 1981 to 1991, Nature 386, 698
13. ↑  Huete AR, K Didan, YE Shimabukuro, P Ratana, SR Saleska, LR Hutyra, W Yang, RR Nemani, R Myneni (2006)  Amazon rainforests green-up with sunlight in dry season Geophysical Research Letters 33, L06405, doi:10.1029/2005GL025583